# 아키타 마코토
아키타 마코토(일본어: 秋田真琴, 1986년 3월 2일 ~ )는 일본의 배우이다.